# Teucholabis sackeni
Teucholabis sackeni är en tvåvingeart som beskrevs av Alexander 1913. Teucholabis sackeni ingår i släktet Teucholabis och familjen småharkrankar. Inga underarter finns listade i Catalogue of Life.